# Hybridkraftwerk Pellworm

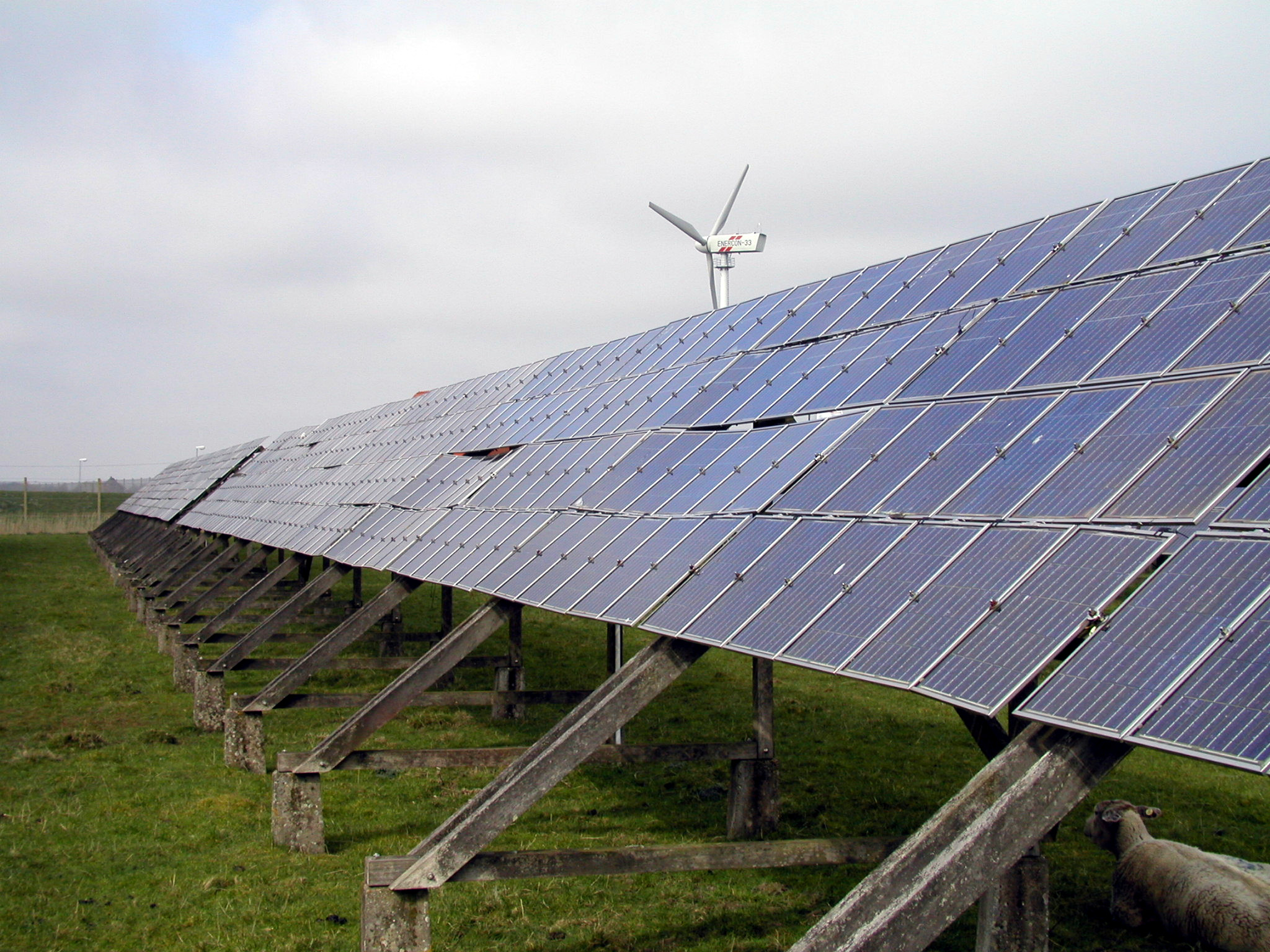
Die alte Solarkraftanlage auf Pellworm (April 2004, mittlerweile abgebaut)

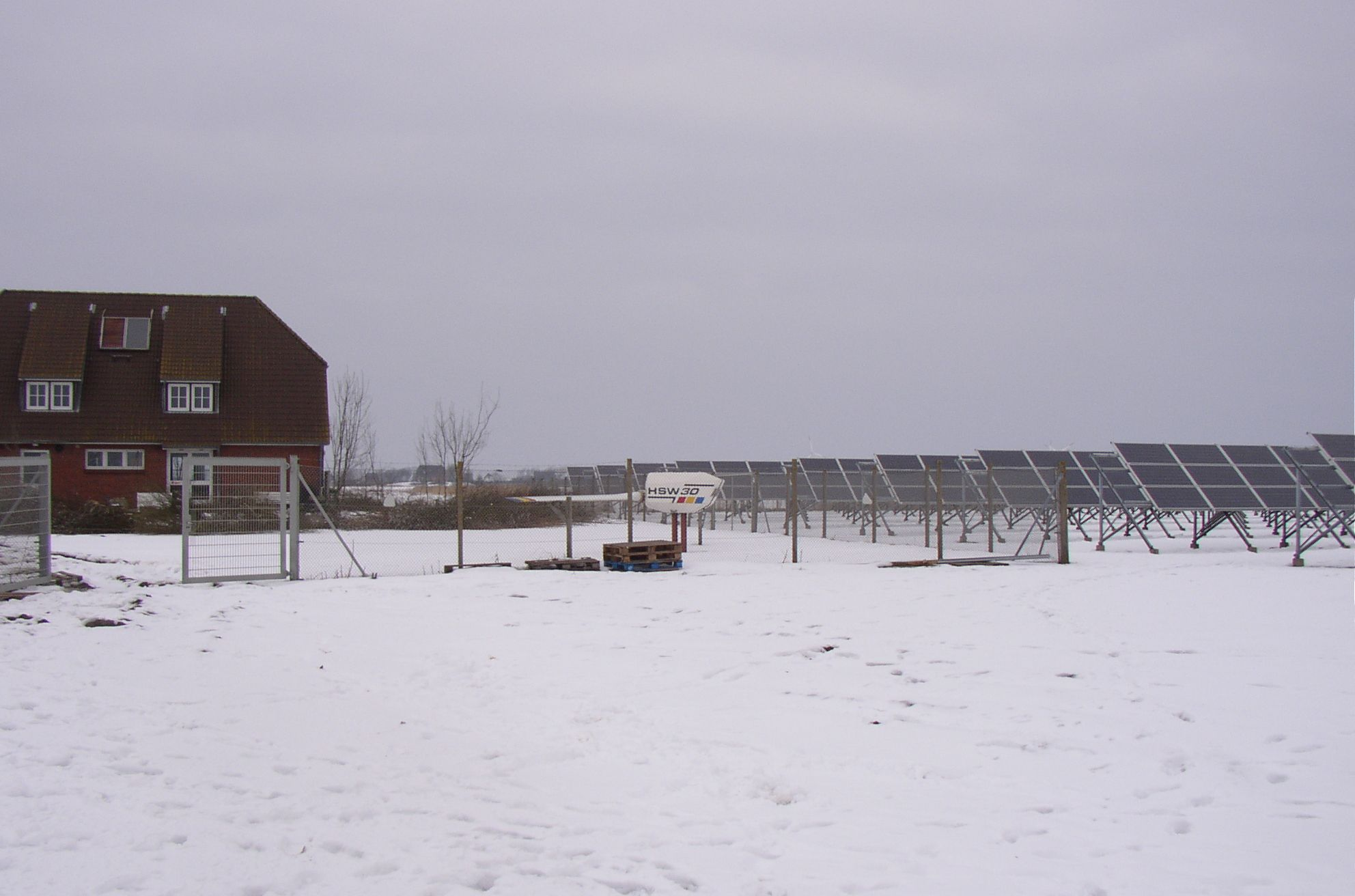
Hybridkraftwerk und Besucherzentrum

Das Hybridkraftwerk auf der Insel Pellworm mit einer gesamten Leistungsfähigkeit von 1071 kW besteht aus einer 771-kW-Photovoltaikanlage und einer 300-kW-Windenergieanlage Enercon E-33, nutzt also die erneuerbaren Energien aus Sonne und Wind.
1983 entstand das Hybridkraftwerk auf der einstrahlungsreichen Nordseeinsel Pellworm. Damals wurden 17.568 Solarmodule vom Typ AEG PQ 10–20 (Wirkungsgrad: 8 % und pro Modul 19 Watt Leistung) mit einer Gesamtspitzenleistung um die 300 kW installiert. Durchschnittlich wurden 240.000 kWh pro Jahr erzeugt. Davon verbrauchte das Kurzentrum 107.000 kWh, und 33.000 kWh wurden ins Netz eingespeist.

## Zeitraffer
1992 übernahm der örtliche Stromversorger das mittlerweile um drei HSW-30-Windenergieanlagen (je 30 kW Nennleistung) zum Hybridkraftwerk erweiterte Kraftwerk.
Der Energieversorger E.ON Hanse AG investierte zusätzlich in 300 kW weiterentwickelte Solarmodule vom Typ AEG PQ 10–40, wodurch auf Grund des höheren Modulwirkungsgrades (12 % zu 8 %) eine große Fläche eingespart werden konnte. Während die erste Photovoltaikanlage noch 28.000 m² beanspruchte, begnügte sich die zweite mit 21.000 m². Insgesamt waren nun 600 kW Solarenergieleistung installiert. Zudem wurde das Kraftwerk um eine Enercon-E-33-Windenergieanlage (300 kW) erweitert. Somit entstand gleichzeitig Europas größtes Hybridkraftwerk, das ca. 350 der ca. 1200 Einwohner zählenden Insel Pellworm elektrisch versorgen konnte.
Der ältere Teil der Solaranlage von 1983 wurde auf Grund eines Blitzeinschlags, der die Wechselrichter zerstörte, 1995 stillgelegt.
1997 wurden die HSW-30-Windenergieanlagen stillgelegt und zwei Jahre später demontiert.
2004 entschied der Betreiber, die Solaranlage von 1983 durch 1.920 neue Solarmodule vom Typ Shell SE-160C zu modernisieren. Die alten Solarzellen wurden recycelt. Eine gleichzeitig beauftragte Diplomarbeit führte 2005 zu dem Ergebnis, dass die Solarmodule von 1992 auf Grund eines Herstellungsfehlers nur ca. ein Drittel der möglichen Leistung lieferten. Der Anlagenbetreiber investierte fortan auch in diesen Anlagenteil und ließ dort 1265 Module vom Typ SunTechnics STM 173F installieren. Insgesamt gibt es vier PV-Systeme:
1. 1920 Module vom Typ Shell SE-160C: macht bei 160 Watt Spitzenleistung je Modul → ca. 307 kW
2. 1265 Module vom Typ SunTechnics STM 173F: macht bei 173 Watt Spitzenleistung je Modul → ca. 218 kW
3. 1104 Module vom Typ SunTechnics STM 173F: macht bei 173 Watt Spitzenleistung je Modul → ca. 191 kW
4. Diverse Solarmodule überwiegend Solarnova PQ 40/50D mit 50 Watt Modulleistung mit einer Gesamtspitzenleistung von → ca. 55 kW

Daraus ergibt sich eine Gesamt-PV-Spitzenleistung von 771 kW. Die Bauarbeiten wurden 2006 abgeschlossen und die Anlage ist mit ihren 1071 kW voll im Netzbetrieb.
Das Hybridkraftwerk ist mit seinem Infozentrum ein vielbesuchtes Touristenziel der Nordseeinsel und steht Gästen im Sommer zur Besichtigung offen. Zur Überwachung der Umweltradioaktivität wurde vom Bundesamt für Strahlenschutz eine ODL-Sonde auf dem Kraftwerksgelände installiert. Sie dient dort der radioaktiven Frühwarnung.

## SmartRegion Pellworm
Im Frühjahr 2013 wurde das Hybridkraftwerk im Rahmen der ersten Phase des Forschungsprojekts SmartRegion Pellworm um ein hybrides Speichersystem ergänzt. Das Speichersystem bestand aus einer Lithium-Ionen-Batterie (Saft Intensium Max20M mit 560 kWh Energie, 560 kW Ladeleistung, 1100 kW Entladeleistung) und einem Vanadium-Redox-Akkumulator (Gildemeister Cell-Cube FB 200-1600 mit 1600 kWh Energie, 200 kW Lade-/Entladeleistung). Ziel war es, Erzeugung und Verbrauch von elektrischer Energie besser aufeinander abzustimmen.
Beteiligte an dem Betreiberkonsortium waren E.ON, Hansewerk, Schleswig-Holstein Netz, Fraunhofer-Institut, RWTH Aachen, Fachhochschule Westküste, Saft Batterien, Gustav Klein GmbH & CO. KG Stromversorgungslösungen.
Die zweite Phase des Forschungsprojektes von 2015 bis 2018 der zentral Beteiligten HanseWerk-Gruppe und dem Fraunhofer-Institut für Optronik, Systemtechnik und Bildauswertung (IOSB) mit dem Institutsteil Angewandte Systemtechnik beschäftigte sich mit der Wirtschaftlichkeit dieses Großspeicherprojektes, welche schlussendlich nur ohne die Anfangsinvestitionssummen betrachtend als gegeben angesehen wurde. Nach Beendigung der zweiten Phase wurden beide Speicher wieder abgebaut.